# Лихорадка
Лихора́дка (горя́чка, лат. febris) — симптом некоторых заболеваний, выражающийся повышенной относительно нормального для организма уровня температуры тела, неспецифическая защитная реакция организма в ответ на действие пирогенов (веществ, вызывающих повышение температуры), реализуемая за счёт временной перестройки системы терморегуляции.
Лихорадка встречается только у теплокровных животных, в том числе у человека.
Кроме симптома «лихорадка», лихорадками называют ряд заболеваний.

## Описание
Лихорадка является нормальной защитной реакцией организма на инфекцию.
В русском языке слово «лихорадка» обозначает как симптом повышения температуры, так и болезнь, сопровождающуюся в том числе этим симптомом.
Русское слово «лихорадка» происходит от лихорадить — «желать зла», образованного сложением слов лихо — «зло» и радить — «желать» (от рад). В английском языке слово «fever» произошло от латинского «febris», оно также обозначает как симптом, так и болезнь.
До Гиппократа лихорадкой называли как собственно повышение температуры тела, так и болезни, сопровождавшиеся ею. Со времён Гиппократа врачи стали разделять симптом высокой температуры и болезнь.
В современном понимании лихорадка является симптомом, а не заболеванием. Вместе с тем слово лихорадка является составной частью довольно большого числа названий болезней (нозологических единиц) и их групп. Наиболее популярная и многочисленная группа заболеваний — геморрагические лихорадки, в которую входят жёлтая лихорадка, геморрагическая лихорадка Эбола, омская геморрагическая лихорадка, геморрагическая лихорадка Марбург, конго-крымская геморрагическая лихорадка, геморрагическая лихорадка с почечным синдромом и другие, при которых, помимо повышения температуры, снижается уровень тромбоцитов и проявляются прочие клинические симптомы. Из других инфекционных болезней к лихорадкам относятся малярия (другое название — перемежающаяся лихорадка), лихорадка денге, цуцугамуши и другие, из неинфекционных — сенная лихорадка и острая ревматическая лихорадка (прежнее название — ревматизм). Заболеваний-лихорадок существует много, и они очень разные.
Суть лихорадки как симптома состоит во вре́менном смещении установочной точки температурного гомеостаза организма на более высокий уровень при сохранении механизма терморегуляции. В этом состоит принципиальное отличие лихорадки от гипертермии, при которой организм перегревается из-за невозможности отвести лишнее тепло. Точка гомеостаза терморегуляции при лихорадке смещается под действием специфических веществ — пирогенов.
Температура тела у здоровых людей может варьироваться в достаточно широких пределах, в частности, у разных людей встречается температура ротовой полости от 33,2 до 38,7 ℃, в подмышечной впадине — от 35,5 до 37,0 ℃. Кроме того, температура тела колеблется в течение суток: в 5−6 часов утра она минимальна, в 17−18 часов — максимальна. Из-за такого большого разброса в качестве стандарта принято говорить о лихорадке в случае, когда в одни и те же сутки минимальная суточная температура тела больше 37,2 ℃, максимальная — больше 37,7 ℃, и разница между ними — 0,5 ℃ и выше. Также существенно соотношение температур в прямой кишке (самая высокая температура в теле), во рту и в подмышечной впадине (наиболее низкая из этих трёх). Если такое соотношение нарушено, например, температура во рту выше, чем в прямой кишке, это свидетельствует о лихорадке.
Лихорадка как часть воспалительного ответа организма на инфекцию носит защитный характер. Под воздействием умеренного повышения температуры усиливается иммунный ответ организма, одновременно снижается способность к размножению у бактерий и вирусов.
С помощью повышения температуры тела организм создаёт неблагоприятные условия для существования некоторых патогенов, преимущественно бактерий. Например, возбудитель сифилиса Treponema pallidum хорошо себя чувствует и активно размножается при температуре 37 ℃, но при температуре 38,5 ℃ этой бактерии плохо, а при 39 ℃ и выше она погибает. Этот феномен использовал Юлиус Вагнер-Яурегг, когда в начале XX века предложил метод лечения сифилиса путём заражения больного малярией, оказавшийся настолько эффективным, что за это изобретение он получил Нобелевскую премию в 1927 году.
При вирусном заболевании лихорадка не может помочь организму: вирус размножается внутри клеток, используя компоненты клетки-хозяина, поэтому, когда от высокой температуры погибает вирус, погибает и клетка (белки́ вируса и клетки сворачиваются при одинаковой температуре).
При повышенной температуре увеличивается проницаемость гематотканевых барьеров (наиболее известный из них — гематоэнцефалический). В результате, например, лекарства, поступившие в кровь, быстрее достигают тканей органов тела и быстрее начинают действовать. Также активнее работают механизмы иммунитета.
Инфекционная лихорадка в норме имеет временный характер, при повторной встрече с возбудителем заболевания организм справляется с ним без повышения температуры. В некоторых ситуациях лихорадка становится опасной для организма и может наносить повреждения мозгу, печени, почкам и другим органам. При температуре около 40 ℃ и выше чрезмерно повышается скорость метаболизма и ускоряется потребление кислорода, усиливается потеря жидкости, создаётся повышенная нагрузка на сердце, что может быть опасно для хронически больных и маленьких детей.
Опасность высокой температуры в обществе преувеличена. При большинстве заболеваний температура не поднимается выше 39,5−40 ℃, что не грозит стойким расстройством здоровья. Наоборот, существует предположение о высокой частоте ОРВИ и аллергических заболеваний как результате слишком частого применения жаропонижающих средств. Практика бесконтрольного применения жаропонижающих лекарств опасна тем, что скрывает симптомы бактериальной инфекции, например пневмонии. Среди медиков выработана договорённость считать нормальным повышение температуры в течение не более трёх дней (суток). Если температура держится на уровне выше 38,5 ℃ более длительный срок и, особенно, если не снижается жаропонижающими препаратами, это повод обратиться к врачу для постановки или уточнения диагноза, проведения обследования и специального лечения.

## Пирогены
Пирогены — вещества, которые, попадая в организм извне или образуясь внутри него, вызывают лихорадку. Экзогенные пирогены чаще всего представляют собой компоненты инфекционных возбудителей. Наиболее сильными из них являются капсульные термостабильные липополисахариды грамотрицательных бактерий. Экзогенные пирогены действуют опосредованно, через эндогенные пирогены, обеспечивающие смещение установочной точки в центре терморегуляции гипоталамуса. Большинство эндогенных пирогенов имеет лейкоцитарное происхождение, это, например, интерлейкины 1 и 6, фактор некроза опухоли, интерфероны, макрофагальный воспалительный белок-1α, многие из которых кроме пирогенного (благодаря их способности индуцировать синтез простагландина) оказывают и ряд других важных эффектов. Источником эндогенных пирогенов являются в основном клетки иммунной системы (моноциты, макрофаги, Т- и В-лимфоциты), а также гранулоциты. Образование и выделение пирогенов этими клетками происходит при их действии следующих факторов: эндогенными пирогенами, воспалением любой этиологии, «пирогенными» стероидами и т. п.

## Механизм развития

### Стадии лихорадки
В своём развитии лихорадка всегда проходит 3 стадии. На первой стадии температура повышается (лат. stadia incrementi), на второй — удерживается некоторое время на повышенном уровне (stadia fastigi или acme), а на третьей — снижается до исходной (stadia decrementi).
Подъём температуры связан с перестройкой терморегуляции таким образом, что теплопродукция начинает превышать теплоотдачу. Причём у взрослых людей наибольшее значение имеет именно ограничение теплоотдачи, а не увеличение теплопродукции. Это значительно экономнее для организма, так как не требует увеличения энергозатрат. Кроме того, данный механизм обеспечивает большую скорость разогревания тела. У новорождённых детей, наоборот, на первый план выходит повышение теплопродукции.
Ограничение теплоотдачи происходит за счёт сужения периферических сосудов и уменьшения притока в ткани тёплой крови. Наибольшее значение имеет спазм кожных сосудов и прекращение потоотделения под действием симпатической нервной системы. Кожа бледнеет, а её температура понижается, ограничивая теплоотдачу за счёт излучения. Уменьшение образования пота ограничивает потерю тепла через испарение.
Сокращение мышц волосяных луковиц приводит к взъерошиванию шерсти у животных, создавая дополнительную теплоизолирующую воздушную прослойку, а у человека проявляется феноменом «гусиной кожи».
Возникновение субъективного чувства озноба напрямую связано с уменьшением температуры кожи и раздражением кожных холодовых терморецепторов, сигнал с которых поступают в гипоталамус, являющийся интегративным центром терморегуляции. Далее гипоталамус сигнализирует о ситуации в кору, где и формируется соответствующее поведение: принятие соответствующей позы, укутывание. Снижением температуры кожи и объясняется мышечная дрожь, которая вызывается активацией центра дрожи, локализованного в среднем и продолговатом мозге.
За счёт активации обмена веществ в мышцах увеличивается теплопродукция (сократительный термогенез). Одновременно усиливается и несократительный термогенез в таких внутренних органах, как мозг, печень, лёгкие.
Удержание температуры начинается по достижении установочной точки и может быть кратким (часы, дни) или длительным (недели). При этом теплопродукция и теплоотдача уравновешивают друг друга, и дальнейшего повышения температуры не происходит, терморегуляция происходит по механизмам, аналогичным норме. Кожные сосуды при этом расширяются, уходит бледность, и кожа становится горячей на ощупь, а дрожь и озноб исчезают. Человек при этом испытывает чувство жара. При этом сохраняются суточные колебания температуры, однако их амплитуда резко превышает нормальную.
В зависимости от выраженности подъёма температуры во вторую стадию лихорадку подразделяют на субфебрильную (до 38 °C), слабую (до 38,5 °C), умеренную (фебрильная) (до 39 °C), высокую (пиретическая) (до 41 °C) и чрезмерную (гиперпиретическая) (свыше 41 °C). Гиперпиретическая лихорадка опасна для жизни, особенно у детей.
Падение температуры может быть постепенным или резким. Стадия снижения температуры начинается после исчерпания запаса экзогенных пирогенов или прекращения образования эндогенных пирогенов под действием внутренних (естественных) или экзогенных (лекарственных) антипиретических факторов. После прекращения действия пирогенов на центр терморегуляции установочная точка опускается на нормальный уровень, и температура начинает восприниматься гипоталамусом как повышенная. Это приводит к расширению кожных сосудов, и избыточное теперь для организма тепло выводится. Происходит обильное потоотделение, усиливается диурез и перспирация. Теплоотдача на данной стадии резко превышает теплопродукцию.
Типы лихорадок по характеру колебаний суточной температуры:
- Постоянная лихорадка (лат. febris continua) — длительное устойчивое повышение температуры тела, суточные колебания не превышают 1 °C.
- Ремитирующая лихорадка (лат. febris remittens) — значительные суточные колебания температуры тела в пределах 1,5—2 °С. Но при этом температура не снижается до нормальных цифр.
- Перемежающаяся, или интермиттирующая лихорадка (лат. febris intermittis), — характеризуется быстрым, значительным повышением температуры, которое держится несколько часов, а затем сменяется быстрым её падением до нормальных значений (например, при малярии).
- Гектическая, или изнуряющая лихорадка (лат. febris hectica), — суточные колебания достигают 3—5 °С, при этом подъёмы температуры с быстрым спадом могут повторяться несколько раз в течение суток.
- Извращённая лихорадка (лат. febris inversa) — для неё характерно изменение суточного ритма с более высокими подъёмами температуры по утрам.
- Неправильная лихорадка (лат. febris athypica) — для неё характерны колебания температуры в течение суток без определённой закономерности.
- Возвратная лихорадка (лат. febris recurrens) — характеризуется чередованием периодов повышения температуры с периодами нормальной температуры, которые длятся несколько суток (например, при возвратном тифе).

## Этиология
Лихорадка является постоянным симптомом почти всех острых инфекционных заболеваний и некоторых хронических в период обострения, причём в этих случаях возбудитель часто присутствует в крови (бактериемия) или даже размножается в ней (сепсис, септикопиемия). Поэтому этиологически лихорадка может быть установлена выделением возбудителя из крови (гемокультура) так же, как из первичного очага локализации. Более сложно определить этиологию лихорадки при заболеваниях, вызванных условно-патогенными микробами, особенно тогда, когда первичный очаг локализации возбудителя «замаскирован». В этих случаях, наряду с исследованием крови на широкий спектр возбудителей, исследуют мочу, желчь, мокроту и промывные воды бронхов, слизь из носа, глотки, носовых пазух, содержимое шейки матки и др. Также часты случаи лихорадки неинфекционного генеза (опухолевые заболевания, гемолитические анемии…).

### Педиатрия
Показатели жизненно важных функций на фоне температуры дают важную диагностическую информацию. Тахикардия, диспропорциональная повышению температуры, возможно, связана с гипогедрией или сепсисом. Тахипноэ, которое чаще является признаком инфекции дыхательных путей, также происходит как ответ на метаболический ацидоз на фоне сепсиса или шока. Детям с температурой выше 39,0 °C рекомендовано делать анализ мочи, особенно девочкам младше 2 лет. Если имеются значительные респираторные симптомы и, в результате аускультации, подозрения на пневмонию, рекомендовано делать рентгенографию грудной клетки. При температуре выше 39,5 °C и уровне лейкоцитов выше 20000 μL (20⋅109/л) радиографию грудной клетки делают для выявления скрытой пневмонии (occult pneumonias).
Инфекционные причины лихорадки у детей:
Верхние дыхательные пути:
- Острая респираторная вирусная инфекция;
- Средний отит;
- Синусит.

Лёгочные:
- Бронхиолит;
- Пневмония.

Полость рта:
- Стоматит;
- Фарингит;
- Дентальный абсцесс.

Желудочно-кишечный тракт:
- Гастроэнтерит (бактериальный или вирусный);
- Аппендицит.

Мочеполовая система:
- Инфекция мочевых путей;
- Пиелонефрит.

Скелетно-мышечный:
- Септический артрит;
- Остеомиелит.

Центральная нервная система:
- Менингит.

Другие:
- Бактериемия;
- Поствакцинальная реакция;
- Вирусная экзантема (ветрянка, корь);
- Неоплазия;
- Коллагеноз сосудов.

## Лечение
При чрезмерном повышении температуры применяется симптоматическое лечение, снижающее температуру тела. При этом из-за разного течения разных болезней нет строгого критерия о температуре, при которой нужно её снижать. Например, ощущения больного с температурой 37,8 ℃ при бактериальном менингите и при ОРВИ различаются очень сильно. Современный подход заключается в назначении жаропонижающих средств исходя из самочувствия больного — чаще всего, но не всегда, при повышении температуры выше 38,5 ℃.
Есть два основных подхода к борьбе с лихорадкой: физическое охлаждение и применение жаропонижающих.

### Физическое охлаждение
Первый по времени возникновения и показаниям к применению способ для снижения температуры тела — физическое охлаждение. На проекции магистральных сосудов и на лоб накладываются холодные компрессы, также используется обтирание влажной губкой или тканью комнатной температуры. Если это не помогает, на проекции магистральных сосудов накладывается пузырь со льдом или завёрнутый в ткань лёд. Физическое охлаждение особенно важно для людей с парадоксальной реакцией на жаропонижающие лекарственные средства (они противопоказаны им).
Также помогают обильное питьё, без которого невозможно нормальное потоотделение, и обеспечение оптимальных условий окружающей среды — прохладного влажного воздуха (излишнее тепло будет теряться телом при нагревании прохладного воздуха во время вдоха).
В обществе циркулируют мифы о необходимости обеспечить высокое потоотделение при лихорадке, для чего больного укутывают. Немедикаментозные методы снижения температуры должны быть основаны на распределении тепловых потерь организма: 3 % тепла уходит через контакт с предметами (например, на нагрев постельного белья), 15 % — в воздух через конвекцию, 22 % теряется на испарение пота. Самый существенный вклад в охлаждение организма вносит тепловое (инфракрасное) излучение — на него приходится 60 % тепловых потерь. Поэтому для снижения температуры тела нужно оставлять как можно бо́льшую часть поверхности кожи непокрытой, то есть укутываться нельзя.

### Жаропонижающие препараты
Второй способ борьбы с лихорадкой — применение жаропонижающих препаратов (некоторые анальгетики и все нестероидные противовоспалительные препараты).
Первое известное жаропонижающее средство — отвар ивовой коры, в которой имеется значительное количество салицилатов. Салицилаты присутствуют также в малине, но в меньшем количестве. С 1897 года стал использоваться аспирин (ацетилсалициловая кислота), с 1886 года — ацетанилид, с 1893 года — фенацетин, позднее — парацетамол (ацетаминофен), ибупрофен и нимесулид. Ацетанилид и фенацетин более не используются (заменены парацетамолом, который является метаболитом обоих, у него меньше выражены побочные эффекты).
Каждый из препаратов имеет побочные действия и ограничения к применению. Для кратковременного применения (3—4 дня), согласно позиции ВОЗ, наиболее безопасным является ибупрофен, и он рекомендован ВОЗ для снижения температуры у детей. Парацетамол в этих рекомендациях стои́т на втором месте (с меньшим приоритетом).
Для контроля температуры у детей применяют ибупрофен (рекомендован ВОЗ) и ацетаминофен (парацетамол). Для избежания ошибок в дозировке не рекомендовано применять эти препараты одновременно. Аспирин не рекомендован для снижения температуры в связи с риском синдрома Рея. Максимальная суточная доза парацетамола для детей не более 3 граммов, для взрослых — 4 грамма.